# South End (Minnesota)
South End es un lugar designado por el censo ubicado en el condado de Clearwater en el estado estadounidense de Minnesota. En el Censo de 2010 tenía una población de 25 habitantes y una densidad poblacional de 5,46 personas por km².

## Geografía
South End se encuentra ubicado en las coordenadas 47°19′23″N 95°28′44″O / 47.32306, -95.47889. Según la Oficina del Censo de los Estados Unidos, South End tiene una superficie total de 4.58 km², de la cual 4.58 km² corresponden a tierra firme y (0%) 0 km² es agua.

## Demografía
Según el censo de 2010, había 25 personas residiendo en South End. La densidad de población era de 5,46 hab./km². De los 25 habitantes, South End estaba compuesto por el 4% blancos, el 0% eran afroamericanos, el 96% eran amerindios, el 0% eran asiáticos, el 0% eran isleños del Pacífico, el 0% eran de otras razas y el 0% pertenecían a dos o más razas. Del total de la población el 0% eran hispanos o latinos de cualquier raza.